# Янковский (фильм)
«Янко́вский» — полнометражный документальный фильм режиссёра Аркадия Когана, снятый в 2014 году. В картине воспоминания коллег и близких об Олеге Янковском чередуются с фрагментами его киноработ («Щит и меч», «Служили два товарища», «Зеркало», «Обыкновенное чудо», «Влюблён по собственному желанию», «Полёты во сне и наяву»).
В 2015 году лента получила кинопремию «Золотой орёл» (номинация «Лучший неигровой фильм»).

## Содержание

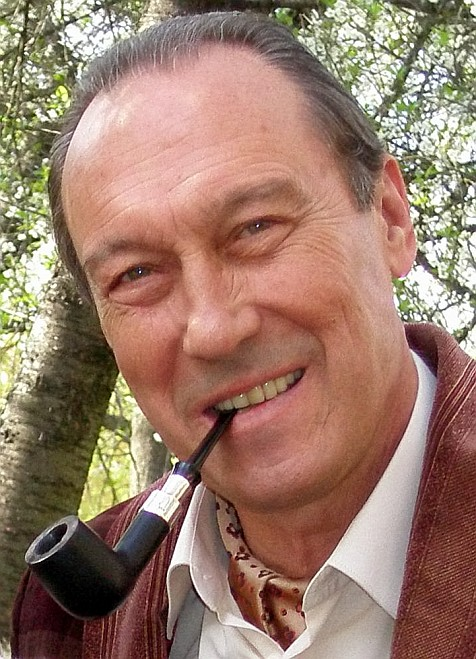
Олег Янковский

Фильм начинается с воспоминаний Олега Янковского о работе с Тарковским: однажды режиссёр поинтересовался, можно ли сыграть жизнь и смерть в одном кадре. Янковский ответил, что сыграет.
О диапазоне актёрских возможностей Олега Ивановича в картине рассказывали многие его коллеги и друзья. Оператор «Крейцеровой сонаты» Михаил Агранович признался, что во время съёмок постоянно забывал о том, что находится на работе: он смотрел в объектив камеры на Янковского, игравшего Василия Позднышева, и чувствовал, как на глаза наворачиваются слёзы. Олег Меньшиков упомянул о редком качестве Янковского — умении естественно, не разрывая жилы, «перетекать» из одного времени в другое. Марк Захаров, приступая к ленте «Тот самый Мюнхгаузен», отметил в беседе с исполнителем главной роли, что одну из сцен надо сыграть на седьмом уровне подсознания. Янковский, вынув блокнот, всего лишь уточнил: «На седьмом или на восьмом?»
У Романа Балаяна представление о Янковском-актёре сложилось во время просмотра телефильма «Мы, нижеподписавшиеся»: режиссёр обратил внимание на то, как Олег Иванович в кадре режет ножом лимон, находясь «здесь» и «не здесь» одновременно. Это «отсутствие присутствия» настолько потрясло Балаяна, что вопрос о том, кому доверить главную роль в «Полётах во сне и наяву», был решён молниеносно. Об умении Янковского полностью погружаться в роль поведала Инна Чурикова: находясь рядом с артистом в спектакле «Чайка», она на расстоянии чувствовала, как реагировало его тело на уход Нины Заречной.

## История создания. Отзывы
Первую попытку снять фильм о Янковском Аркадий Коган предпринял ещё в 1998 году, в канун 55-летия актёра. Работа оказалась неоконченной по нескольким причинам: в первую очередь, на телеканале «Россия» закрыли программу «К-2», в рамках которой Аркадий Коган выпускал авторскую программу «Персона», и съёмки остановились. Кроме того, по признанию режиссёра, он в ту пору не мог оценить масштаба дарования Олега Ивановича и не упорствовал в реализации проекта. Когда в 2013 году продюсеры обратились к Когану с предложением вернуться к картине, он уже осознанно постарался понять, какова «внутренняя лаборатория большого артиста». Для этого были изучены материалы телевизионных, театральных и кинематографических архивов. Специально для съёмок сын актёра Филипп Янковский «в первый и последний раз» решился показать зрителям семейные альбомы с редкими фотографиями.
Выход неигрового фильма в прокат стал, по словам журналиста Ирины Корнеевой («Российская газета»), «редким случаем» в истории кино. Картина, названная обозревателем этого же издания «очень личной», была в целом доброжелательно принята зрителями. Так, театральный критик Михаил Швыдкой отметил не только «теплоту» ленты, но и её «закольцованность»: «Янковский» начинается и завершается показом фрагментов из «Ностальгии» Тарковского, в которой актёр сыграл писателя Горчакова. Олегу Табакову фильм показался тяжёлым, потому что «в традициях России отпускать туда самых-самых». Валентин Гафт увидел в главном герое ленты человека, который «в жизни себя не засорял».

И что важно — фильм не превратился в некий некролог или киновечер воспоминаний. Каждый, кто принимал участие в картине, говорил о чём-то большем, чем просто Янковский — о том, что может быть даже не в силах до конца осознать. И после картины возникает ощущение светлой грусти и печальной радости. 

## Создатели фильма
- Аркадий Коган — режиссёр
- Ирина Уральская, Анатолий Петрига — операторы
- Руслан Муратов — композитор
- Владимир Литровник — звукорежиссёр
- Евгения Шустикова — редактор
- Михаил Зильберман, Владимир Репников, Филипп Янковский, Михаил Куснирович — продюсеры